# Velký rybník (Sluštice)
Velký rybník je vodní plocha nacházející při potoce Výmola ve vsi Sluštice západně od Prahy. Má podélný charakter a je orientován v ose vedoucí z jihovýchodu na severozápad. Nachází se v údolí pod kostelem svatého Jakuba Většího. Ze tří stran je obklopen stromovým porostem, pouze na jihovýchodní straně převažuje travnatý porost. Hráz je na severozápadní straně. Jde po ní cesta, stejně jako po dvou přilehlých stranách. Potok Výmola přitéká z přepadu Mlýnského rybníka a míjí Velký rybník v odděleném korytu na jeho severní částí. Rybník byl vybudován po roce 2006.

## Galerie

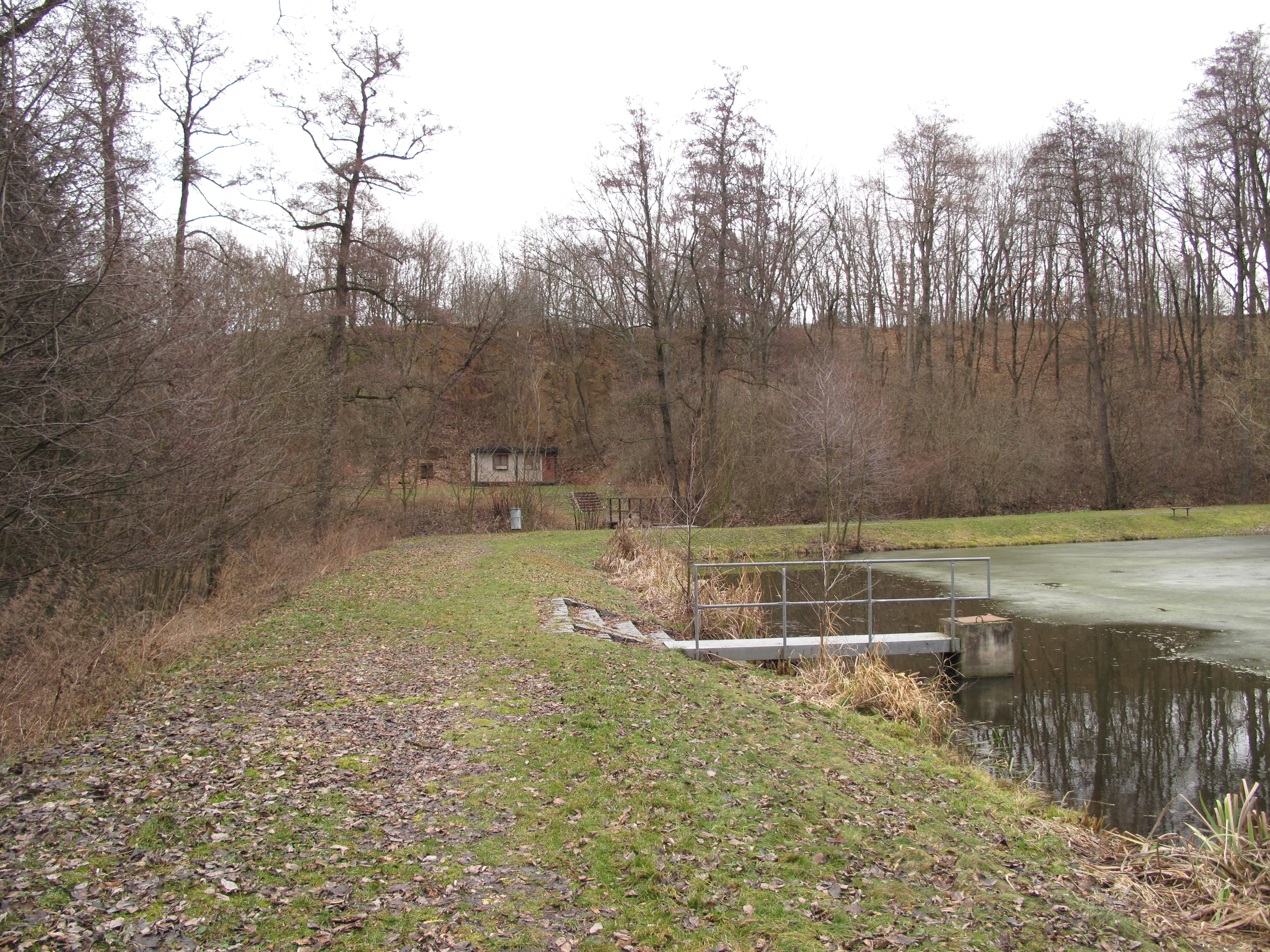
Hráz se stavidlem (leden 2022)
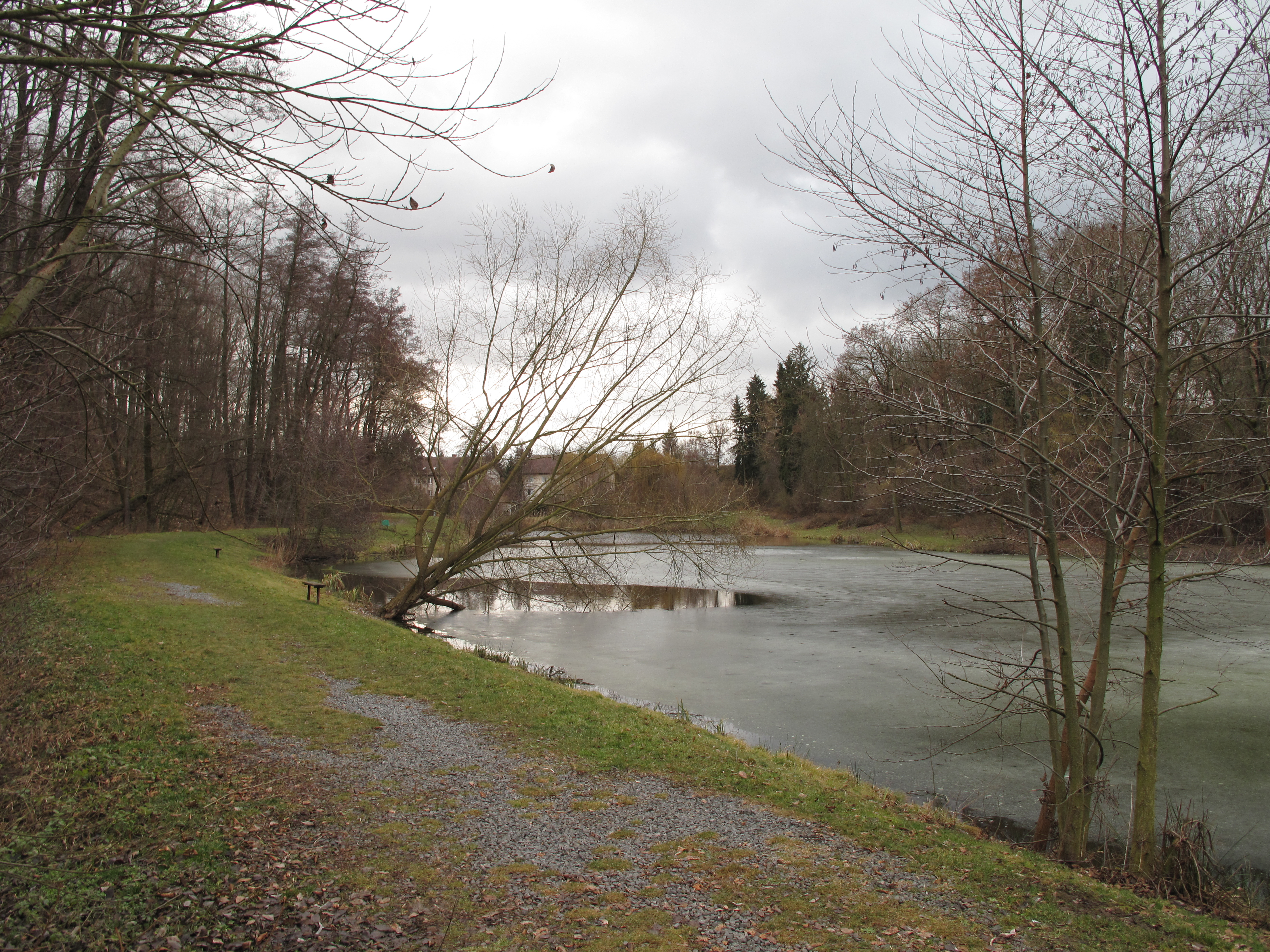
Pohled ze severního břehu
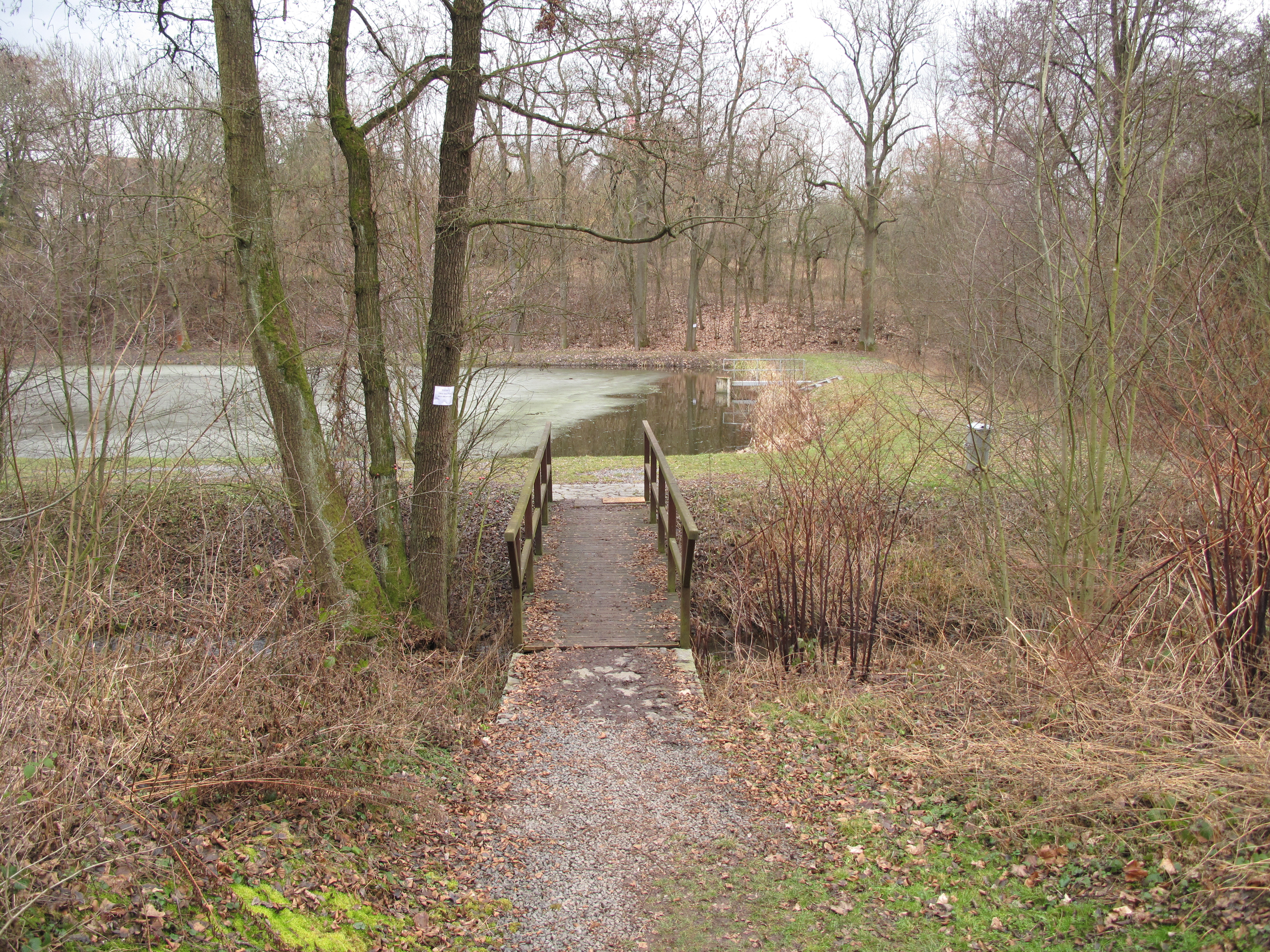
Most přes Výmolu a hráz rybníka